# Здание Почтового банка (Эссен)
Здание «Почтового банка» (рус.  Postbank-Hochhaus) — офисное высотное здание в районе Зюдфиртель города Эссен (федеральная земля Северный Рейн-Вестфалия) рядом с эссенским железнодорожным вокзалом. Здание «Почтового банка» является третьим по высоте зданием Эссена. С 2010 года здание находится под охраной государства.

## История
Первое отделение «Почтового банка» открылось ещё в 1920 году рядом с рыночной церковью. На тот в момент в отделении банка было лишь 8 000 счетов, но уже через десять лет их количество увеличилось до 31 000. Столь быстрый рост количества счетов вынуждал правление банка неоднократно принимать решение о смене офисного здания.
В 1956 году было принято решение о строительстве нынешнего здания возле железнодорожного вокзала, для чего было решено выкупить земельный участок, принадлежавший компании «Friedrich Krupp AG». В сентябре 1963 года были начаты строительные работы. Основные работы были завершены к октябрю 1965 года, а сдано в эксплуатацию здание было в 1968 году. Здание было построено в стиле нью-йоркского Левер Хаус, в так называемом интернациональном стиле.
На протяжении 11 лет, вплоть до окончания строительства эссенской ратуши, здание «Почтового банка» являлось самым высоким зданием в городе. В 1959 году рядом начали возводить высотные офисные здания компаний Rheinische Stahlwerke AG и RWE. Это позволило Эссену стать первым в Германии «городом силуэтов», на три года раньше Франкфурта-на-Майне.